# Sergej Isaevič Utočkin
Sergej Isaevič Utočkin (in russo Серге́й Иса́евич У́точкин?; Odessa, 12 luglio 1876 – Pietrogrado, 13 gennaio 1916) è stato un aviatore russo.

## Biografia
Nasce a Odessa il 12 luglio 1876, figlio di un commerciante. All'età di 17 anni era già considerato un grande campione di ciclismo, avendo riportato innumerevoli vittorie sia in Russia che all'estero, ma eccelleva anche come nuotatore, marinaio, spadaccino, pugile, pattinatore e lottatore di wrestling.
Divenne il beniamino di tutti gli artisti più famosi descritto come quell'uomo rosso ardente e gioioso, un prode e cavalleresco nobile ed il favorito di tutta Odessa. Scrisse di lui lo scrittore Aleksandr Ivanovič Kuprin "Io lo incontrai alla Grande Fontana nell'estate del 1904 e da allora in poi non ho mai immaginato Utochkin senza Odessa ed Odessa senza Utochkin".
Dalle corse in bicicletta Utočkin si trasferì a quelle in macchina, venendo coinvolto in un tentativo per battere il record mondiale di velocità per veicoli a motore. Il suo stile di guida, giudicato da fuori di testa, era noto a tutti i poliziotti di Odessa.
In seguito Sergej Utočkin si appassionò al volo con il pallone aerostatico. Nel 1907 sorvolò Odessa in solitaria a bordo di un pallone e quindi valutò anche alcuni tipi di alianti.
Con il suo pallone andò in Egitto dove sorvolò le antiche piramidi e, per ben otto volte, il deserto del Sahara. Quando nacque l'aviazione Utočkin pensò solamente a come imparare a volare su un velivolo a motore. Gli aeroplani esistenti potevano volare in aria per un'ora o poco più, ed il francese Louis Blériot aveva già attraversato in volo il Canale della Manica. In Russia, invece, non vi erano ancora aviatori.
Finalmente nella primavera del 1910 decollò da Odessa a bordo di un biplano Farman il primo pilota russo, Michail Efimov, che era appena ritornato dalla Francia, dove aveva imparato a volare. Questo fatto diede a Utočkin ancora più forza nella sua decisione di imparare a pilotare un aereo. L'aereo di Michail Efimov, un biplano Farman IV, era fortunatamente ancora in città. Il 15 marzo 1910 Utočkin si sedette sul velivolo e, senza aver ricevuto alcuna istruzione, un evento molto raro nella storia dell'aviazione, decollò da solo. Egli divenne il secondo pilota russo ad aver mai volato. Da allora Utočkin condusse una nuova vita, molto dura.
Nell'agosto 1910 divenne pilota collaudatore presso gli stabilimenti Anatra a Mosca. Presso la fabbrica Anatra, Utočkin costruì un biplano dello stesso tipo del Farman IV, usandolo per effettuare dozzine di voli su Odessa e sul Mar Nero nel dicembre 1910.
Tra il 1910 e il 1911 Utočkin effettuò dimostrazioni di volo presso molte città della Russia ed all'estero. Tra il 20 ed il 23 ottobre 1910 partecipò, assieme a Gaber-Vlynskij, alla prima dimostrazione aerea mai tenutasi a Baku, in Azerbaigian.
I voli di Utočkin furono osservati da molti futuri aviatori e disegnatori di aerei, come V. P. Klimov a Mosca, N. N. Polikarpov a Orël, A. A. Mikulin a Kiev, P. O. Suchoj a Homel', P. N. Nesterov a Tbilisi, e S. P. Korolev a Nižyn e Bolesław Orliński a Kam"janec'-Podil's'kyj.
Durante la sua attività aviatoria ebbe a patire molti incidenti.
A Ekaterinoslav il vento fece precipitare l'aeroplano sugli alberi. A Rostov sul Don a causa della piantata del propulsore, l'aereo precipitò quasi uccidendo il pilota.
L'incidente fatale, che pose fine alla sua carriera di pilota, accadde il 27 luglio 1911 durante un tentativo effettuare un volo di collegamento da San Pietroburgo a Mosca, indetto dal comando dell'aeroporto di San Pietroburgo. Questo era il primo tentativo effettuato in Russia di un volo di collegamento a lungo raggio, ed era considerato, per l'epoca, estremamente difficile.
Prima di decollare Utočkin disse fiduciosamente: Sarò a Mosca per prendere il tè!
Al decollo si presentarono altri nove piloti, ma solamente uno partì assieme a lui, Aleksandr Vasil'ev (pilota)Aleksandr Vasil'ev. Dopo aver oltrepassato Novgorod il propulsore dell'aereo andò letteralmente in pezzi. Utočkin dovette effettuare, senza molto successo, un atterraggio di emergenza. Il velivolo cadde entro un ripido fiume ed egli riuscì a saltare fuori dall'aereo camminando sull'ala. A causa delle ferite riportate finì per cadere nell'acqua privo di conoscenza. Prima di annegare venne fortunosamente salvato da alcuni contadini. Il danni fisici che aveva riportato erano estremamente seri: aveva una gamba, un braccio e la clavicola rotti, nonché serie contusioni al torace e alla testa. All'ospedale l'aviatore soffrì di terribili dolori, e i dottori gli iniettarono, come antidolorifici, morfina e cocaina.
Anche dopo avere lasciato l'ospedale, Utočkin ne divenne dipendente, egli aveva sempre con sé una siringa di morfina e una dose di cocaina. Ammalato e storpio, Utočkin rimase improvvisamente solo, senza un soldo e senza neanche un tetto sulla testa. La sua vita privata divenne un dramma, la moglie lo lasciò e andò ad Odessa per accasarsi con un ricco finanziere.
Dopo essersi trasferito a San Pietroburgo, Utočkin tentò inutilmente di trovare un lavoro. Divenne giocatore professionista di biliardo, ma i guadagni erano pochi. Vestito con abiti stracciati passava la notte dagli amici o spesso semplicemente sulla strada, soffrendo la fame.
Nel 1913 a San Pietroburgo giravano molte dicerie sui segnali di alienazione mentale del famoso pilota. Purtroppo, la mattina del 26 luglio 1913, le voci ricevettero una conferma. Utochkin si presentò, molto eccitato, all'ingresso del Palazzo d'Inverno e chiese al portiere di informare lo zar Nicola II dell'arrivo del famoso pilota Utočkin, per poter essere messo a rapporto. Al rifiuto del portiere del palazzo, lo aggredì ricoprendolo di pugni e dando in escandescenze.
Su ordine del sovraintendente del Palazzo d'Inverno Utočkin fu preso e portato presso l'ospedale psichiatrico di San Nicola alla Mojka. L'ospedale era vicino alla Cattedrale di Sant'Isacco, frequentata dalla zar e lì, presumibilmente, Utočkin incontrò l'imperatore, che lo invitò a palazzo.
Il recupero avvenne lentamente. Attraverso gli sforzi compiuti dai suoi amici fu trasferito presso un ospedale privato, situato a Peterhof, in custodia separata dagli altri ricoverati. Le spese della degenza dell'aviatore furono pagate dal governo della città.
Soffrendo il ricovero coatto in ospedale, Utočkin iniziò uno sciopero della fame dicendo che egli avrebbe preferito la morte al ricovero nell'ospedale. Venne rilasciato solamente nell'autunno del 1913 e si trasferì a Odessa.
Allo scoppio della prima guerra mondiale molti aviatori furono mobilitati. Utočkin chiese di essere mandato al fronte ma gli fu rifiutato perché considerato pazzo. Quando la malattia mentale regredì temporaneamente, Utočkin tentò di entrare, sia come operaio sia come pilota collaudatore, in una fabbrica di aerei, ma questa speranza gli venne negata. Questi fatti esasperarono nuovamente la malattia.
Nel gelido e nevoso inverno del 1915 un amico di Utočkin, A. G. Alekseev, lo incontrò a San Pietroburgo sulla Prospettiva Nevskij.
Utočkin era malato ai polmoni, malnutrito, e malamente vestito. Morì a causa di una broncopolmonite, o forse di tisi, a San Pietroburgo il 13 gennaio 1916. Venne seppellito nel cimitero di San Nicola, preso il Monastero di Aleksandr Nevskij, vicino alle tombe di altri aviatori russi morti in incidenti.

## Riconoscimenti

Odessa: il monumento dedicato ad Utočkin.

Il 2 settembre 2001 la città di Odessa gli ha dedicato un monumento bronzeo, opera degli scultori V. Glazyrin e A. Tokarev, posto sulla via Deribasovskaja, nel Parco della città, all'entrata del cinema “Utočkino”